# バトルマニア
『バトルマニア』は、1992年3月6日にビック東海から発売されたメガドライブ用シューティングゲームである。

## 概要
サイドビューのスクロール（ステージによって縦、横が変わる）シューティング。主人公の大鳥居マニアと相棒の羽田マリアを操り、全6ステージを戦う。
アメリカではGENESIS用で『TROUBLE SHOOTER』として発売された。

## ゲーム内容

### 操作方法
3つのボタンがスーパーウェポン、ショット、マリアの左右振り向きに当てられている。

### スーパーウェポン
チャージメーターが満タンになると使用できる特殊攻撃。ステージ開始時に選択する。ステージ5では使用できない。
サンダー
画面全体に有効な稲妻攻撃。
ワイパー
上下に延びる攻撃棒。前後に移動する事でワイプできる。
ゲーマー
マニアの周囲を回転する爆破ボム。
ミサイル
前方に縦4列のミサイルが4回発射される。

### ショット
メインウェポン。アイテムを取る事で7段階にパワーアップする。

### マリアの振り向き
マニアは右を向いているだけだが、マリアはボタンを押して左を向かせることができる。またマリアには当たり判定がなく、地形にスクロールアウトされても数秒後に戻ってくる。このため、マリアの使いどころが攻略の鍵になっている。

## ストーリー
犯罪結社「アナグラン商会」の会頭ドン・モルグスティンに皇太子デンカがさらわれた！大佐は国王ヘイカにトラブル・シューターの起用を提言した。危険な仕事を解決するトラブル・シューターのマニアとマリアのペア。時に非合法…。

## 登場キャラクター
大鳥居マニア
メインキャラクター。女性とは思えない豪放磊落な性格。ネーミングの由来は当時のセガの最寄り駅から。
羽田マリア
サブキャラクター。マニアのサポート役に徹するしっかり者。ネーミングの由来は当時のセガの本社所在地から。
皇太子デンカ
ドン・モルグスティンにさらわれた某国の皇太子。後述する父親と違って真面目で責任感のある性格から、マニアたちに救出されたあと、自分も戦うと決意してともに戦うステージがある。
国王ヘイカ
某国の国王にしてデンカの父、なのだが息子に似ず言葉遣いは一風変わった変わり者。そのためマニアの抱いた第一印象は「変なの」だったが、飲みに誘った途端「話せるじゃねーの！」と絶賛された。
大佐
某国の士官にしてヘイカとデンカの臣下である、右目に眼帯のある男。丁寧な言葉遣いで喋るが、不真面目で不勉強な若者に対してはお小言を延々と言う。
ドン・モルグスティン
犯罪結社「アナグラン商会」の会頭。一度はマニアたちに倒されるが…。
サイバロイド
ドン・モルグスティン曰く「娘」とのことだが、なぜか見た目は肌の色が若干黒い以外はマニアとよく似ている。

## スタッフ
- グラフィック（エネミー、スクロール、オープニング）：DORO-P
- グラフィック（エネミー、スクロール、タイトル）：PORTEN
- サウンド・クリエイト：TEAM HYAKUMAN-GOKU（濱田やすゆき）
- BGM：RAIKA NO PAPA（菅野ひろと）
- S.E.：M.C.TAMAR（玉山文人）
- ボイス：YUKI CHAN
- プログラム（エネミー、スクロール、ツール）：PROPELLER WADO
- プログラム（ボス、タイトル）：SABOTEN CUCTUS
- プログラム（マイキャラ、システム）：TAKAYAN
- スペシャル・サンクス：SHO-CHAN、YAMACHAN、SIMPSON、KAMO-SAN（加茂郁一）
- マイ・フレンドリー・ネイバーフッド：TONBOO、JORUM、FELLOWS OF THE LANCE
- スーパーバイザー：I.T.S.A
- 開発：スタジオ宇宙鉄人
- ディレクター：TAKAYAN THE BARBARIAN

## 評価

### 雑誌媒体による評価
- ゲーム誌『ファミコン通信』のクロスレビューでは合計で22点（満40点）になっている [3]。

- ゲーム誌『メガドライブFAN』の読者投票による「ゲーム通信簿」での評価は以下の通りとなっており、22.92点（満30点）となっている[1]。また、同雑誌1993年7月号特別付録の「メガドライブ&ゲームギア オールカタログ'93」では、「今までのメガドライブのシューティングにはなかった、お笑いのセンスがいっぱい詰まっている」と紹介されている[1]。

| 項目 | キャラクタ | 音楽 | 操作性 | 熱中度 | お買得度 | オリジナリティ | 総合  |
| 得点 | 4.21       | 3.67 | 3.72   | 3.79   | 3.79     | 3.74           | 22.92 |

- ゲーム本『メガドライブ大全』（2004年、太田出版）では、「主人公マニアの相棒であるマリアは、普通なら2Pキャラに割り振られるか、ブリーフィング画面のみの登場でしょうが、本作ではなんとオプション扱い」、「最終面近くでは殿下も加わり、『ひとりで操るパーティシューティング』といった新境地が開拓されます」と評している[7]。

### バカゲーとしての側面
本作は、続編の『バトルマニア大吟醸』（1993年）とあわせて、バカゲーの代表作として書籍に取り上げられる事も多い。

特筆すべきは、電源を入れるとオープニングでセガのロゴを車でぶん回すが、この時に裏技を入力すると某ライバルゲーム機を大鳥居マニアが踏みつけるというグラフィックが現れる。当時は「これだけでこのゲームの存在価値はある」などと言い放つメガドライバーもいたという。

これは当時、ゲーム開発の予算やメンバーの大部分をSFCチームに取られていた状況で、プロデュース（無理やり開発ラインにのせた）・企画（面構成からアニメパターンの数まで全部）プログラム（一部敵キャラ以外ほとんど）・グラフィック（マイキャラとボム、モルグスティンなど）の他にもチラシや取説のデザインまで全部一人で担当していた開発者個人の恨み節だったそうだが、当然ビッグ東海やセガには内緒にしており、実際にこの裏技が知られてしまった後、開発者にペナルティは下されなかったものの、セガからは「他社のキャラクタや商標を中傷しないように」というＦＡＸが全開発会社に送信されたという。

他にもゲーム中では、ステージ1がガード下から始まったり、コンティニューの賽銭箱が魂亭入だったりと、至る所にデザイナーのバカセンスが溢れている。